# Sebastián Diana
Sebastián Diana, vollständiger Name Sebastián Roberto Diana Suárez, (* 2. August 1990 in Montevideo) ist ein uruguayischer Fußballspieler.

## Karriere
Der 1,82 Meter große Defensivakteur Diana stand zu Beginn seiner Karriere von der Clausura 2010 bis Juli 2011 in Reihen des in Montevideo beheimateten Erstligisten Danubio FC. In der Spielzeit 2010/11 absolvierte er dort 15 Partien (kein Tor) in der Primera División. Die Saison 2011/12 verbrachte er auf Leihbasis bei Danubios Ligakonkurrent El Tanque Sisley. Er lief jedoch lediglich viermal (kein Tor) in der höchsten uruguayischen Spielklasse auf. Nach kurzer Rückkehr zu Danubio wechselte er im August 2012 nach Chile zu Unión Temuco. 2013 bestritt er dort sieben Spiele (kein Tor) in der Primera B. Sein arbeitgebender Verein ging jedoch alsbald im Verein Deportes Temuco auf. Für Deportes Temuco stand er in der Saison 2013/14 elfmal (kein Tor) in der Liga auf dem Platz. In der Spielzeit 2014/15 wurde er 17-mal (kein Tor) in der chilenischen Primera B eingesetzt. Nachdem es nicht zu einer Verlängerung seines am 31. Dezember 2014 auslaufenden Vertrags bei Deportes Temuco kam, wechselte er zum Jahresbeginn 2015 er innerhalb der Liga zu Santiago Morning, bestritt zwei Ligaspiele (kein Tor) und verließ den Verein bereits nach knapp zwei Wochen wieder, um sich Mitte Januar 2015 für sechs Monate mit einjähriger vereinsseitiger Verlängerungsoption Deportivo Saprissa aus Costa Rica anzuschließen. Bei den Costa-Ricanern wurde er in 17 Ligaspielen (drei Tore) und zwei Partien (kein Tor) des CONCACAF Champions’ Cup eingesetzt. Mitte September 2015 wechselte er zum uruguayischen Zweitligisten Club Atlético Torque. Bis Saisonende absolvierte er dort zwölf Zweitligabegegnungen (kein Tor). In der zweiten Augusthälfte 2016 schloss er sich dem Erstligaabsteiger Villa Teresa an.